# Svatba Karla XVI. Gustava a Silvie Sommerlathové

LP ze svatby krále Karla XVI. Gustava a Silvie Sommerlathové

Svatba Karla XVI. Gustava, krále švédského, a Silvie Sommerlathové se konala 19. června 1976 v Storkyrkanu. Karel XVI. Gustav byl od roku 1973 švédským králem a Sommerlathová byla překladatelkou německého původu. Pár se setkal na Letních olympijských hrách 1972 v Mnichově a zasnoubili se v roce 1976.
Obřad vedl Olof Sundby, arcibiskup z Uppsaly. Zúčastnily se ho rodiny nevěsty a ženicha a také členové zahraničních královských rodin, diplomaté a různí švédští a němečtí úředníci.
Byla to první svatba vládnoucího švédského panovníka od roku 1797, kdy se král Gustav IV. Adolf oženil s princeznou Frederikou Bádenskou. Sommerlathová se stala první švédskou královnou manželkou od roku 1965.

## Zasnoubení
V roce 1972 se tehdejší korunní princ Karel Gustav zúčastnil letních olympijských her v západoněmeckém Mnichově, kde ho doprovázela tlumočnice Silvia Sommerlathová. Později král v rozhovoru řekl, že když se setkali, prostě všechno „zacvaklo“ do sebe. V následujících letech zemřela matka Karla Gustava, princezna Sibyla, a jeho dědeček Gustav VI. Adolf, a ten nastoupil tak na švédský trůn. 
Dne 12. března 1976 oznámil král Karel XVI. Gustav své zasnoubení se Silvií Sommerlathovou. Král daroval své snoubence prsten osazený 2karátovým diamantem. Prsten kdysi patřil jeho zesnulé matce. 
Termín svatby byl stanoven na 19. června, tedy na stejný den, ve kterém se budoucí král Oskar I. v roce 1823 oženil s Josefínou Leuchtenberskou. Jejich syn, budoucí král Karel XV., se v roce 1850 oženil s princeznou Luisou Nizozemskou. O 34 let později se jejich dcera Viktorie provdala za Daniela Westlinga ve stejný den ve stejné katedrále.

## Předsvatební oslavy
Sommerlathová se nemohla kvůli nemoci připojit ke králi na oslavách švédského národního dne 6. června.
Dne 17. června byl Sommerlathové udělen Královský řád Serafínů a stala se švédskou občankou. 18. června se v Královské švédské opeře konalo slavnostní vystoupení, na kterém švédská popová skupina ABBA poprvé na počest své budoucí královny zahrála svou píseň Dancing Queen. Po galapředstavení následoval ples v Drottningholmském paláci. Na naléhání králových sester měla Silvia do vlasů vpletenou diamantovou korunku Connaught, kterou měla v oblibě jejich zesnulá matka.

## Svatba

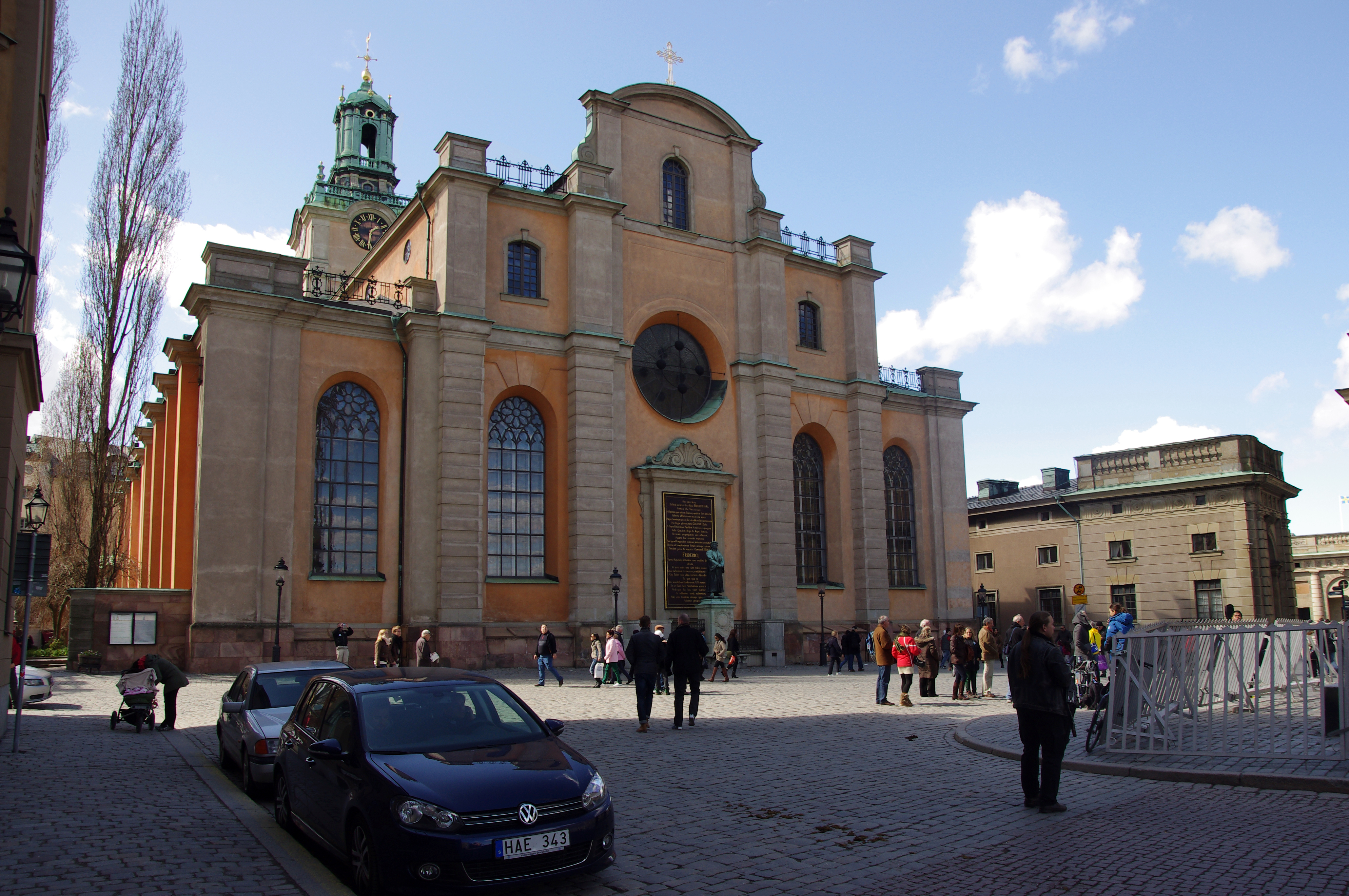
Storkyrkan, kde se konal obřad.

Svatba začala ve 12:00 SEČ dne 19. června 1976. Obřad vedl Olof Sundby, arcibiskup z Uppsaly ve Storkyrkanu. Obřadu asistoval nevěstin strýc, teolog Rev. Dr. Ernst Sommerlath. Přibližně ve 12:45 bylo manželství uzavřeno a Sommerlathová se automaticky stala švédskou královnou manželkou.

### Hudba
Nevěsta a ženich do kostela vstoupili společně do „Sinfonia de Chiesa“ Johana Helmicha Romana. Součástí bohoslužby bylo několik švédských hymnů. Pár se vrátil uličkou za zvuků „Sinfonia D dur, BWV 1045“ od Johanna Sebastiana Bacha.

### Oděv
Nevěsta na sobě měla hedvábnou saténovou duchesse róbu s vysokým výstřihem, dlouhými rukávy, štíhlou sukní a vlečkou sahající od ramen, kterou navrhl Marc Bohan pro Dior. Švadlenám, které na šatech pracovaly, nebylo řečeno v té době řečeno, že pracují na šatech budoucí švédské královny. Sommerlathová na sobě měla krajkový závoj, který patřil královně Žofii a který na své svatbě měly i králova matka a sestry. Šaty byly záměrně ponechány jednoduché, aby zvýraznily rodinný závoj. Závoj byl ukotven na tiáru, která patřila císařovně Joséphine a který na sobě měly o svých svatebních dnech v letech 1961 a 1964 také královy sestry, princezna Birgitta a princezna Désirée. Její vlečku na sobě také předtím měly princezny Birgitta a Désirée. Matka nevěsty nenápadně položila dceři kolem zápěstí kapesníček s gumičkou, který je na některých fotkách vidět.
Ženich měl na sobě uniformu admirála švédského královského námořnictva s insigniemi Řádu Serafínů, Řádu meče, Řádu polární hvězdy, Řádu Vasy a Řádu za zásluhy Spolkové republiky Německo.

### Družičky a mládenečci
Pár měl šest družiček a mládenečků: prince Huberta Hohenzollernského, syna ženichovy sestry, princezny Birgitty; pana Jamese Amblera, syna ženichovy sestry, princezny Margarethy; baronku Hélènu Silfverschiöldovou, dceru ženichovy sestry, princezny Désirée; slečnu Carmitu Sommerlathovou, dceru bratra nevěsty, Ralfa Sommerlatha; slečnu Sophie Sommerlathovou, dceru bratra nevěsty, Walthera Sommerlatha; a slečnu Amelie Middelschultovou, dceru nevěstiny přítelkyně, Beate Middelschultové.

## Hosté

### Rodina ženicha
- Princezna Margaretha, paní Amblerová, a pan John Ambler, sestra a švagr ženicha
  - Slečna Sybilla Amblerová, neteř ženicha
  - Pan Edward Ambler, synovec ženicha
  - Pan James Ambler, synovec ženicha
- Princezna Birgitta a princ Johann Georg Hohenzollernský, sestra a švagr ženicha
  - Princ Carl Christian Hohenzollernský, synovec ženicha
  - Princezna Désirée Hohenzollernská, neteř ženicha
  - Princ Hubertus Hohenzollernský, synovec ženicha
- Princezna Désirée, baronka Silfverschiöldová, a baron Niclas Silfverschiöld, sestra a švagr ženicha
  - Baron Carl Silfverschiöld, synovec ženicha
  - Baronka Christina-Louise Silfverschiöldová, neteř ženicha
  - Baronka Hélène Silfverschiöldová, neteř ženicha
- Princezna Christina, paní Magnusonová, a pan Tord Magnuson, sestra a švagr ženicha
- Hrabě Sigvard a hraběnka Marianne Bernadottová z Wisborgu, strýc a teta ženicha z otcovy strany
  - Hrabě Michael Bernadotte z Wisborgu, bratranec ženicha
- Královna Ingrid Dánská,[1] teta ženicha z otcovy strany
  - Královna a princ Henrik Dánský,[1] ženichova sestřenice a její manžel
  - Kněžna a kníže ze Sayn-Wittgenstein-Berleburg, ženichova sesřenice a její manžel
  - Královna Anne-Marie a král Konstantin II. Řecký, ženichova sesřenice a bratranec z třetího kolene
- Vévoda z Hallandu a paní Lilian Daviesová, strýc ženicha z otcovy strany a jeho partnerka
- Hrabě Carl Johan a hraběnka Kerstin Bernadottová z Wisborgu, strýc a teta ženicha z otcovy strany

### Rodina nevěsty
- Pan Walter a paní Alice Sommerlathová, rodiče nevěsty
  - Manželé Sommerlathovi, bratr a švagrová nevěsty
    - Slečna Carmita Sommerlathová, neteř nevěsty

  - Pan Jörg Sommerlath, bratr nevěsty
  - Manželé Sommerlathovi, bratr a švagrová nevěsty
    - Slečna Sophie Sommerlathová, neteř nevěsty
- Ctihodný Dr. Ernest Sommerlath, strýc nevěsty z otcovy strany

### Zahraniční členové královských rodiny
- Král a královna Belgičanů, syn sestřenice ženicha z druhého kolene a jeho manželka
- Car Simeon II. a carevna Markéta Bulharská, vzdálený příbuzný ženicha a jeho manželka
- Velkovévoda a velkovévodkyně lucemburská,[1] syn dcery praprastrýce ženicha a její manžel
- Princezna Beatrix a princ Claus Nizozemský,[1] sestřenice ženicha z třetího kolene a její manžel (reprezentující nizozemskou královnu)
- Král norský,[4] vzdálený příbuzný ženicha
  - Korunní princ a korunní princezna norská, vzdálený příbuzný ženicha a jeho manželka
- Vévoda a vévodkyně z Cádizu, bratranec ženicha z třetího kolene a jeho manželka (reprezentující španělského krále)
- Vévoda a vévodkyně z Gloucesteru,[1] bratranec ženicha z třetího kolene a jeho manželka (reprezentující britskou královnu)
- Hrabě Mountbatten Barmský, nevlastní prastrýc ženicha z otcovy strany (a syn prapratety ženicha)
- Kapitán Alexander Ramsay z Mar a paní ze Saltounu, syn pratety ženicha a jeho manželka

### Republikánské hlavy států
- Urho Kekkonen, prezident Finské republiky
- Walter Scheel, spolkový prezident Spolkové republiky Německo, a paní Scheelová
- Kristján Eldjárn, prezident Islandské republiky, a paní Eldjárnová

## Po svatbě
Po svatbě se Sommerlathová okamžitě stala švédskou královnou manželkou, první od smrti Luisy Mountbattenové, nevlastní babičky jejího manžela, před jedenácti lety. Novomanželé se objevili na balkóně královského paláce. Ulice Stockholmu lemovalo odhadem 200 000 lidí.
Pár prožil líbánky na Havaji, v Botswaně a nakonec v Sollidenském paláci na Ölandu. Svatba zvýšila popularitu monarchie.
Pár má tři děti, Viktorii (* 1977), Karla Filipa (* 1979) a Madeleine (* 1982), a osm vnoučat. V roce 2010 se jejich dcera Viktorie provdala ve stejný den ve stejné katedrále za Daniela Westlinga.